# Nuoto ai XIII Giochi paralimpici estivi
Le gare di nuoto ai XIII Giochi paralimpici estivi si sono tenute a Pechino nel Centro acquatico nazionale di Pechino tra il 7 e il 15 settembre 2008. Sono state distribuite un totale di 140 medaglie d'oro.

## Classificazioni
Agli atleti sono assegnate una classificazione per ogni gara in base alla loro disabilità per consentire una concorrenza più leale tra gli atleti di simili disabilità. Le classificazioni per il nuoto sono:
- Minorazione visiva

S11-S13 
- Altre disabilità

S1-S10 (Stile libero, dorso e farfalla) 
SB1-SB9 (Rana) 
SM1-SM10 (Misti)

## Medagliere
| Posizione | Paese         |     |     |     | Totale |
| --------- | ------------- | --- | --- | --- | ------ |
| 1         | Stati Uniti   | 17  | 14  | 13  | 44     |
| 2         | Cina          | 13  | 22  | 17  | 52     |
| 3         | Ucraina       | 13  | 10  | 20  | 43     |
| 4         | Regno Unito   | 11  | 12  | 18  | 41     |
| 5         | Russia        | 11  | 9   | 7   | 27     |
| 6         | Spagna        | 10  | 12  | 9   | 31     |
| 7         | Australia     | 9   | 11  | 9   | 29     |
| 8         | Brasile       | 8   | 7   | 4   | 19     |
| 9         | Sudafrica     | 8   | 0   | 1   | 9      |
| 10        | Canada        | 7   | 7   | 9   | 23     |
| 11        | Messico       | 5   | 1   | 2   | 8      |
| 12        | Grecia        | 4   | 5   | 3   | 12     |
| 13        | Nuova Zelanda | 4   | 2   | 0   | 6      |
| 14        | Bielorussia   | 3   | 2   | 1   | 6      |
| 15        | Polonia       | 2   | 5   | 3   | 10     |
| 16        | Francia       | 2   | 4   | 0   | 6      |
| 17        | Paesi Bassi   | 2   | 2   | 2   | 6      |
| 18        | Rep. Ceca     | 2   | 1   | 4   | 7      |
| 19        | Svezia        | 2   | 0   | 1   | 3      |
| 20        | Germania      | 1   | 3   | 5   | 9      |
| 21        | Giappone      | 1   | 2   | 2   | 5      |
| 22        | Italia        | 1   | 2   | 0   | 3      |
| 23        | Singapore     | 1   | 1   | 0   | 2      |
| 24        | Ungheria      | 1   | 0   | 4   | 5      |
| 25        | Cipro         | 1   | 0   | 1   | 2      |
| 25        | Danimarca     | 1   | 0   | 1   | 2      |
| 25        | Norvegia      | 1   | 0   | 1   | 2      |
| 28        | Israele       | 0   | 3   | 0   | 3      |
| 29        | Corea del Sud | 0   | 1   | 2   | 3      |
| 30        | Irlanda       | 0   | 1   | 0   | 1      |
| 31        | Argentina     | 0   | 0   | 1   | 1      |
| 31        | Colombia      | 0   | 0   | 1   | 1      |
| 31        | Estonia       | 0   | 0   | 1   | 1      |
| 31        | Portogallo    | 0   | 0   | 1   | 1      |
| Totale    | Totale        | 141 | 139 | 142 | 422    |

## Podi

### Uomini
| Evento                               | Oro                                                                  | Argento                                                              | Bronzo                                                                          |
| Stile libero                         |                                                                      |                                                                      |                                                                                 |
| 50 m S2 (dettagli)                   | Georgios Kapellakis                                                  | Dmitrij Kokarev                                                      | Jim Anderson                                                                    |
| 50 m S3 (dettagli)                   | Dmytro Vynohradets'                                                  | Du Jianping                                                          | Byeong-Eon Min                                                                  |
| 50 m S4 (dettagli)                   | David Smétanine                                                      | Richard Oribe                                                        | Jan Povysil                                                                     |
| 50 m S5 (dettagli)                   | Dmytro Kryzhanovskyy                                                 | Daniel Dias                                                          | Sebastián Rodríguez                                                             |
| 50 m S6 (dettagli)                   | Xu Qing                                                              | Tang Yuan                                                            | Anders Olsson                                                                   |
| 50 m S7 (dettagli)                   | Roberts Davis                                                        | Walker Matt                                                          | Lamback Lantz                                                                   |
| 50 m S8 (dettagli)                   | Wang Xiaofu                                                          | Leek Peter                                                           | Lisenkov Kostantin                                                              |
| 50 m S9 (dettagli)                   | Matthew Cowdrey                                                      | Guo Zhi                                                              | Xiong Xiaoming                                                                  |
| 50 m S10 (dettagli)                  | André Brasil                                                         | Phelipe Rodrigues                                                    | Benoit Huot                                                                     |
| 50 m S11 (dettagli)                  | Enhamed Enhamed                                                      | Junichi Kawai                                                        | Alexander Chekurov                                                              |
| 50 m S12 (dettagli)                  | Maksym Veraska                                                       | Alexander Nevolin-Svetov                                             | Sergii Klippert                                                                 |
| 50 m S13 (dettagli)                  | Oleksii Fedyna                                                       | Charalampos Taiganidis                                               | Andrey Strokin                                                                  |
| 100 m S2 (dettagli)                  | Dmitrij Kokarev                                                      | Georgios Kapellakis                                                  | James Anderson                                                                  |
| 100 m S3 (dettagli)                  | Du Jianping                                                          | Dmytro Vynohradets'                                                  | Li Hanhua                                                                       |
| 100 m S4 (dettagli)                  | David Smétanine                                                      | Richard Oribe                                                        | Jan Povysil                                                                     |
| 100 m S5 (dettagli)                  | Daniel Dias                                                          | Dmytro Kryzhanovskyy                                                 | Roy Perkins                                                                     |
| 100 m S6 (dettagli)                  | Anders Olsson                                                        | Yuan Tang                                                            | Yuanrun Yang                                                                    |
| 100 m S7 (dettagli)                  | David Roberts                                                        | Lantz Lamback                                                        | Matt Walker                                                                     |
| 100 m S8 (dettagli)                  | Xiaofu Wang                                                          | Konstantin Lisenkov                                                  | Peter Leek                                                                      |
| 100 m S9 (dettagli)                  | Matthew Cowdrey                                                      | Zhi Guo                                                              | Tamas Sors                                                                      |
| 100 m S10 (dettagli)                 | André Brasil                                                         | Phelipe Rodrigues                                                    | Benoit Huot                                                                     |
| 100 m S11 (dettagli)                 | Enhamed Enhamed                                                      | Bozun Yang                                                           | Grzegorz Polkowski                                                              |
| 100 m S12 (dettagli)                 | Maksym Veraska                                                       | Sergii Klippert                                                      | Alexander Nevolin-Svetov                                                        |
| 100 m S13 (dettagli)                 | Charalampos Taiganidis                                               | Oleksii Fedyna                                                       | Danylo Chufarov                                                                 |
| 200 m S2 (dettagli)                  | Dmitrij Kokarev                                                      | James Anderson                                                       | Georgios Kapellakis                                                             |
| 200 m S3 (dettagli)                  | Dmytro Vynohradets'                                                  | Li Hanhua                                                            | Du Jianping                                                                     |
| 200 m S4 (dettagli)                  | Richard Oribe                                                        | David Smétanine                                                      | Jan Povysil                                                                     |
| 200 m S5 (dettagli)                  | Daniel Dias                                                          | Sebastián Rodríguez                                                  | Anthony Stephens                                                                |
| 400 m S6 (dettagli)                  | Anders Olsson                                                        | Darragh McDonald                                                     | Matt Whorwood                                                                   |
| 400 m S7 (dettagli)                  | David Roberts                                                        | Lantz Lamback                                                        | Jay Dohnt                                                                       |
| 400 m S8 (dettagli)                  | Sam Hynd                                                             | Peter Leek                                                           | Jiachao Wang                                                                    |
| 400 m S9 (dettagli)                  | Jesús Collado                                                        | Matthew Cowdrey                                                      | Tamas Sors                                                                      |
| 400 m S10 (dettagli)                 | André Brasil                                                         | Robert Welbourn                                                      | Benoit Huot                                                                     |
| 400 m S11 (dettagli)                 | Enhamed Enhamed                                                      | Bozun Yang                                                           | Donovan Tildesley                                                               |
| 400 m S12 (dettagli)                 | Sergei Punko                                                         | Enrique Floriano                                                     | Sergii Klippert                                                                 |
| 400 m S13 (dettagli)                 | Charl Bouwer                                                         | Danylo Chufarov                                                      | Charalampos Taiganidis                                                          |
| Rana                                 |                                                                      |                                                                      |                                                                                 |
| 50 m S1 (dettagli)                   | Christos Tampaxis                                                    | Andreas Katsaros                                                     | João Martins                                                                    |
| 50 m S2 (dettagli)                   | Dmitrij Kokarev                                                      | Jim Anderson                                                         | Georgios Kapellakis                                                             |
| 50 m S3 (dettagli)                   | Du Jianping                                                          | Min Byeong-Eon                                                       | Dmytro Vynohradets'                                                             |
| 50 m S4 (dettagli)                   | Juan Reyes                                                           | David Smétanine                                                      | Huabin Zeng                                                                     |
| 50 m S5 (dettagli)                   | Daniel Dias                                                          | Junquan He                                                           | Zsolt Vereczkei                                                                 |
| 50 m SB3 (dettagli)                  | Takayuki Suzuki                                                      | Vicente Gil                                                          | Miguel Luque                                                                    |
| 100 m S6 (dettagli)                  | Igor Plotnikov                                                       | Yuanrun Yang                                                         | Yuan Tang                                                                       |
| 100 m S7 (dettagli)                  | Lantz Lamback                                                        | Jon Fox                                                              | Guillermo Marro                                                                 |
| 100 m S8 (dettagli)                  | Konstantin Lisenkov                                                  | Peter Leek                                                           | Sean Fraser                                                                     |
| 100 m S9 (dettagli)                  | Matthew Cowdrey                                                      | Zhi Guo                                                              | Jarrett Perry                                                                   |
| 100 m S10 (dettagli)                 | Justin Zook                                                          | Michael Anderson                                                     | Kardo Ploomipuu                                                                 |
| 100 m S11 (dettagli)                 | Bozun Yang                                                           | Damian Pietrasik                                                     | Viktor Smyrnov                                                                  |
| 100 m S12 (dettagli)                 | Alexander Nevolin-Svetov                                             | Sergii Klippert                                                      | Maksym Veraska                                                                  |
| 100 m S13 (dettagli)                 | Charalampos Taiganidis                                               | Oleksii Fedyna                                                       | Dmytro Aleksyeyev                                                               |
| 100 m SB4 (dettagli)                 | Ricardo Ten                                                          | Daniel Dias                                                          | Moisés Fuentes                                                                  |
| 100 m SB5 (dettagli)                 | Pedro Rangel                                                         | Thomas Grimm                                                         | Tadhg Slattery                                                                  |
| 100 m SB6 (dettagli)                 | Alexey Fomenko                                                       | Gareth Duke                                                          | Matt Whorwood                                                                   |
| 100 m SB7 (dettagli)                 | Sascha Kindred                                                       | Blake Cochrane                                                       | Rudy Garcia Tolson                                                              |
| 100 m SB8 (dettagli)                 | Andriy Kalyna                                                        | Xiaofu Wang                                                          | Alejandro Sánchez                                                               |
| 100 m SB9 (dettagli)                 | Kevin Paul                                                           | Furong Lin                                                           | Denis Dorogaev                                                                  |
| 100 m SB11 (dettagli)                | Oleksandr Mashchenko                                                 | Bozun Yang                                                           | Viktor Smyrnov                                                                  |
| 100 m SB12 (dettagli)                | Maksym Veraska                                                       | Sergei Punko                                                         | Sergii Klippert                                                                 |
| 100 m SB13 (dettagli)                | Oleksii Fedyna                                                       | Daniel Sharp                                                         | Uladzimir Izotau                                                                |
| Farfalla                             |                                                                      |                                                                      |                                                                                 |
| 50 m S5 (dettagli)                   | Roy Perkins                                                          | Daniel Dias                                                          | Junquan He                                                                      |
| 50 m S6 (dettagli)                   | Xu Qing                                                              | Kyosuke Oyama                                                        | Sascha Kindred                                                                  |
| 50 m S7 (dettagli)                   | Rong Tian                                                            | Matt Walker                                                          | Mang Pei                                                                        |
| 100 m S8 (dettagli)                  | Peter Leek                                                           | Wei Yanpeng                                                          | Wang Xiaofu                                                                     |
| 100 m S9 (dettagli)                  | Tamas Sors                                                           | Matthew Cowdrey                                                      | Guo Zhi                                                                         |
| 100 m S10 (dettagli)                 | André Brasil                                                         | David Julian Levecq                                                  | Mike van der Zanden                                                             |
| 100 m S11 (dettagli)                 | Enhamed Enhamed                                                      | Oleksandr Mashchenko                                                 | Viktor Smyrnov e Junichi Kawai                                                  |
| 100 m S12 (dettagli)                 | Raman Makarau                                                        | Sergei Punko                                                         | Anton Stabrovskyy                                                               |
| 100 m S13 (dettagli)                 | Dzmitry Salei                                                        | Charalampos Taiganidis                                               | Andrey Strokin                                                                  |
| Misti                                |                                                                      |                                                                      |                                                                                 |
| 150 m SM4 (dettagli)                 | Camerun Leslie                                                       | Vicente Torres                                                       | Takayuki Suzuki                                                                 |
| 200 m SM5 (dettagli)                 | Daniel Dias                                                          | Junquan He                                                           | Pablo Cimadevila                                                                |
| 200 m SM6 (dettagli)                 | Sascha Kindred                                                       | Yang Yuanrun                                                         | Xu Qing                                                                         |
| 200 m SM7 (dettagli)                 | Rudy Garcia-Tolson                                                   | Tian Rong                                                            | Matt Walker                                                                     |
| 200 m SM8 (dettagli)                 | Peter Leek                                                           | Jiachao Wang                                                         | Sam Hynd                                                                        |
| 200 m SM9 (dettagli)                 | Matthew Cowdrey                                                      | Andriy Kalyna                                                        | Cody Bureau                                                                     |
| 200 m SM10 (dettagli)                | Rick Pendleton                                                       | André Brasil                                                         | Benoit Huot                                                                     |
| 200 m SM12 (dettagli)                | Maksym Veraska                                                       | Alexander Nevolin-Svetov                                             | Sergii Klippert                                                                 |
| 200 m SM13 (dettagli)                | Oleksii Fedyna                                                       | Charalampos Taiganidis                                               | Dmytro Aleksyeyev                                                               |
| Staffette                            |                                                                      |                                                                      |                                                                                 |
| 4×50 Stile Libero 20 pts (dettagli)  | Cina Jianping Du Yuan Tang Junguan He Yuanrun Yang                   | Spagna Richard Oribe Daniel Vidal Jordi Gordillo Sebastián Rodríguez | Brasile Clodoaldo Silva Joon Seo Daniel Dias Adriano Lima                       |
| 4×100 Stile Libero 34 pts (dettagli) | Regno Unito Matt Walker Graham Edmunds David Roberts Robert Welbourn | Australia Ben Austin Peter Leek Sam Bramham Matthew Cowdrey          | Cina Xiaoming Xiong Yanpeng Wei Xiaofu Wang Zhi Guo                             |
| 4×50 Misti 20 pts (dettagli)         | Cina Jianping Du Yuan Tang Xu Qing Yuanrun Yang                      | Brasile Clodoaldo Silva Ivanildo Vasconcelos Daniel Dias Luis Silva  | Spagna Pablo Cimadevila Daniel Vidal Vicente Gil Sebastián Rodríguez            |
| 4×100 Misti 34 pts (dettagli)        | Australia Ben Austin Peter Leek Rick Pendleton Matthew Cowdrey       | Cina Lin Furong Yanpeng Wei Xiaofu Wang Zhi Guo                      | Ucraina Ievgen Poltavskyi Andriy Kalyna Andriy Sirovatchenko Taras Yastrems'kyy |

### Donne
| Evento                | Oro                          | Argento                | Bronzo                         |
| Stile libero          |                              |                        |                                |
| 50 m S3 (dettagli)    | Patricia Valle               | Pin Xiu Yip            | Fran Williamson                |
| 50 m S4 (dettagli)    | Nely Miranda                 | Cheryl Angelelli       | Edenia Garcia                  |
| 50 m S5 (dettagli)    | Maria Teresa Perales         | Bela Hlavackova        | Olena Akopyan                  |
| 50 m S6 (dettagli)    | Mirjam de Koning-Peper       | Doramitzi González     | Natalie Jones                  |
| 50 m S7 (dettagli)    | Cortney Jordan               | Erin Popovich          | Kirsten Bruhn                  |
| 50 m S8 (dettagli)    | Cecilie Drabsch Norland      | Amanda Everlove        | Jacqueline Freney              |
| 50 m S9 (dettagli)    | Natalie du Toit              | Irina Grazhdanova      | Louise Watkin                  |
| 50 m S10 (dettagli)   | Anne Polinario               | Katarzyna Pawlik       | Katrina Lewis                  |
| 50 m S11 (dettagli)   | Maria Poiani Panigati        | Cecilia Camellini      | Fabiana Sugimori               |
| 50 m S12 (dettagli)   | Oxana Savchenko              | Anna Efimenko          | Deborah Font                   |
| 50 m S13 (dettagli)   | Kelley Becherer              | Valerie Grand'Maison   | Iryna Balashova                |
| 100 m S4 (dettagli)   | Nely Miranda                 | Cheryl Angelelli       | Aimee Bruder                   |
| 100 m S5 (dettagli)   | Maria Teresa Perales         | Inbal Pezaro           | Bela Hlavackova                |
| 100 m S6 (dettagli)   | Eleanor Simmonds             | Mirjam de Koning-Peper | Doramitzi González             |
| 100 m S7 (dettagli)   | Erin Popovich                | Cortney Jordan         | Kirsten Bruhn                  |
| 100 m S8 (dettagli)   | Jessica Long                 | Heather Frederiksen    | Jacqueline Freney              |
| 100 m S9 (dettagli)   | Natalie du Toit              | Louise Watkin          | Stephanie Dixon                |
| 100 m S10 (dettagli)  | Ashley Owens                 | Katarzyna Pawlik       | Anna Eames                     |
| 100 m S11 (dettagli)  | Qing Xie                     | Cecilia Camellini      | Daniela Schulte                |
| 100 m S12 (dettagli)  | Oxana Savchenko              | Anna Efimenko          | Joanna Mendak                  |
| 100 m S13 (dettagli)  | Valerie Grand'Maison         | Chelsey Gotell         | Kelley Becherer                |
| 200 m S5 (dettagli)   | Maria Teresa Perales         | Inbal Pezaro           | Olena Akopyan                  |
| 400 m S6 (dettagli)   | Eleanor Simmonds             | Mirjam de Koning-Peper | Maria Goetze                   |
| 400 m S7 (dettagli)   | Erin Popovich                | Cortney Jordan         | Kirsten Bruhn                  |
| 400 m S8 (dettagli)   | Jessica Long                 | Heather Frederiksen    | Jacqueline Freney              |
| 400 m S9 (dettagli)   | Natalie du Toit              | Stephanie Dixon        | Ellie Cole                     |
| 400 m S10 (dettagli)  | Katarzyna Pawlik             | Ashley Owens           | Susan Beth Scott               |
| 400 m S13 (dettagli)  | Valerie Grand'Maison         | Anna Efimenko          | Kelley Becherer Chelsey Gotell |
| Rana                  |                              |                        |                                |
| 50 m S2 (dettagli)    | Ganna Ielisavetska           | Iryna Sotska           | Sara Carracelas                |
| 50 m S3 (dettagli)    | Yip Pin Xiu                  | Fran Williamson        | Xia Jiangbo                    |
| 50 m S5 (dettagli)    | Bela Hlavackova              | Maria Teresa Perales   | Karina Lauridsen               |
| 100 m S6 (dettagli)   | Mirjam de Koning-Peper       | Nyree Lewis            | Fuying Jiang                   |
| 100 m S7 (dettagli)   | Katrina Porter               | Kirsten Bruhn          | Chantal Boonacker              |
| 100 m S8 (dettagli)   | Heather Frederiksen          | Jessica Long           | Mariann Vestbostad             |
| 100 m S9 (dettagli)   | Stephanie Dixon              | Elizabeth Stone        | Ellie Cole                     |
| 100 m S10 (dettagli)  | Sophie Pascoe Shireen Sapiro | Non assegnato          | Esther Morales                 |
| 100 m S13 (dettagli)  | Chelsey Gotell               | Valerie Grand'Maison   | Anna Efimenko                  |
| 100 m SB4 (dettagli)  | Bela Hlavackova              | Inbal Pezaro           | Maria Teresa Perales           |
| 100 m SB5 (dettagli)  | Kirsten Bruhn                | Rachel Lardiere        | Gitta Raczko                   |
| 100 m SB6 (dettagli)  | Elizabeth Johnson            | Sarah Bowen            | Deborah Gruen                  |
| 100 m SB7 (dettagli)  | Erin Popovich                | Min Huang              | Jessica Long                   |
| 100 m SB8 (dettagli)  | Olesya Vladykina             | Paulina Wozniak        | Claire Cashmore                |
| 100 m SB9 (dettagli)  | Sophie Pascoe                | Sarai Gascón           | Louise Watkin                  |
| 100 m SB12 (dettagli) | Karolina Pelendritou         | Sandra Gomez           | Yaryna Matlo                   |
| Farfalla              |                              |                        |                                |
| 50 m S6 (dettagli)    | Fuying Jiang                 | Anastasia Diodorova    | Olena Akopyan                  |
| 50 m S7 (dettagli)    | Min Huang                    | Erin Popovich          | Veronica Almeida               |
| 100 m S8 (dettagli)   | Jessica Long                 | Amanda Everlove        | Jin Xiaoqin                    |
| 100 m S9 (dettagli)   | Natalie du Toit              | Ellie Cole             | Annabelle Williams             |
| 100 m S10 (dettagli)  | Anna Eames                   | Sophie Pascoe          | Shuai Wang                     |
| 100 m S12 (dettagli)  | Joanna Mendak                | Ana García-Arcicollar  | Yuliya Volkova                 |
| 100 m S13 (dettagli)  | Valerie Grand'Maison         | Kirby Cote             | Chelsey Gotell                 |
| Misti                 |                              |                        |                                |
| 150 m SM4 (dettagli)  | Karina Lauridsen             | Marayke Jonkers        | Patricia Valle                 |
| 200 m SM6 (dettagli)  | Miranda Uhl                  | Maria Goetze           | Natalie Jones                  |
| 200 m SM7 (dettagli)  | Erin Popovich                | Huang Min              | Cortney Jordan                 |
| 200 m SM8 (dettagli)  | Jessica Long                 | Amanda Everlove        | Heather Frederiksen            |
| 200 m SM9 (dettagli)  | Natalie du Toit              | Stephanie Dixon        | Louise Watkin                  |
| 200 m SM10 (dettagli) | Sophie Pascoe                | Elodie Lorandi         | Katarzyna Pawlik               |
| 200 m SM12 (dettagli) | Oxana Savchenko              | Joanna Mendak          | Karolina Pelendritou           |
| 200 m SM13 (dettagli) | Chelsey Gotell               | Kirby Cote             | Valerie Grand'Maison           |